# Vent'anni dopo (romanzo)
Vent'anni dopo, scritto da Alexandre Dumas, è il romanzo centrale del Ciclo dei moschettieri, trilogia che inizia con  I tre moschettieri e termina con Il visconte di Bragelonne.
Il romanzo comparve inizialmente sulla rivista Le Siècle, nelle uscite comprese tra il 21 gennaio 1845 e il 2 agosto dello stesso anno. La prima vera edizione fu in otto volumi, sempre nel 1845, a Parigi.

## Trama
Il romanzo ricomincia vent'anni dopo le vicende raccontate ne I tre moschettieri. 
Il cardinale Richelieu è morto nel 1642 ed è stato sostituito dal cardinale italiano Giulio Mazzarino, “odiato” da gran parte del popolo e che, in segreto, ha sposato in morganatico Anna d'Austria. Anche il re Luigi XIII è morto, lasciando Luigi XIV, il Re Sole, ancora bambino, sotto la reggenza della madre Anna d'Austria. A Parigi, inoltre, dopo l'ennesimo aumento delle tasse da parte di Mazzarino scoppia la Fronda, che porta scompiglio nella città e preoccupa il cardinale. D'Artagnan ha ormai quarant'anni, è tenente nei moschettieri del re da vent'anni e non vede i suoi amici da molto tempo. D'Artagnan preleva Rochefort dalla Bastiglia e lo conduce da Mazzarino; nel tragitto tra la Bastiglia e il palazzo di Mazzarino i due si promettono di parlare in favore l'uno dell'altro. Rochefort, nel colloquio con Mazzarino racconta le imprese di D'Artagnan e Mazzarino affida a D'Artagnan il compito di riunire il quartetto di un tempo per controllare la Fronda, con la promessa di fare D'Artagnan capitano dei moschettieri. D'Artagnan si mette sulle tracce degli amici.
Per primo, ritrova Aramis, o meglio il cavaliere d'Herblay, fattosi abate, che non gli nasconde di appoggiare la Fronda.
Poi D'Artagnan va da Porthos, che rimasto vedovo è diventato ricco ed ha acquistato molte proprietà. Nonostante si faccia chiamare Signore di Vallon de Bracieux de Pierrefonds e viva nell'agiatezza, Porthos non è felice perché quelli che vivono nelle terre circostanti sono nobili e non lo trattano alla pari. D'Artagnan convince Porthos a servire Mazzarino promettendogli il titolo di barone. Anche Mousqueton, benché riluttante, segue il suo padrone.
Infine D'Artagnan va da Athos, il conte di La Fère, che abita nella tenuta di Bragelonne. Athos è il tutore di un ragazzo che gli somiglia in modo straordinario e che lo venera come un dio. Il giovane, di nome Raoul, porta il titolo di Visconte di Bragelonne e sta per intraprendere la carriera d'armi. Athos dichiara a d'Artagnan di essere d'accordo con l'ala dei frondisti che supporta le ragioni dei nobili caduti in disgrazia presso la regina. Athos accompagna Raoul a Parigi e ne approfitta per presentarlo a una sua cara vecchia amica: la Duchessa di Chevreuse. Athos, in segreto, rivela alla duchessa di Chevreuse - che è la madre di Raoul - di essere lui il padre del ragazzo: la duchessa credeva di aver sedotto un prete, mentre invece il prete si era allontanato momentaneamente da casa sua per sacri doveri, lasciando il suo letto ad Athos che aveva trovato rifugio nella parrocchia per la notte.
La vicenda che fa da motore alla storia è quella che riguarda Francesco di Vendôme, duca di Beaufort, figlio di Cesare di Vendôme - figlio illegittimo (poi legittimato nel 1595) del re Enrico IV il Grande e di Gabrielle d'Estrées, genitori di Luigi XIII. Egli quindi è lo zio di Luigi XIV. Affinché non accampasse diritti sulla corona durante la reggenza di Anna d'Austria, il duca di Beaufort era stato rinchiuso nella prigione di Vincennes. Durante la prigionia, si divertiva a escogitare modi di evadere e a fare disegni satirici contro Mazzarino. Accattivandosi anche la simpatia di alcuni suoi carcerieri, riesce alla fine a fuggire grazie ai frondisti: nel libro si narra come Grimaud, servo di Athos, venga assunto tra le guardie, si guadagni la fiducia del duca di Beaufort e del responsabile della prigione e favorisca l'evasione del duca di Beaufort. D'Artagnan e Porthos cercano di ricatturare il progioniero, ma vengono fermati dai frondisti, fra cui anche Athos e Aramis.
Raoul, in servizio presso l'esercito francese, va verso Béthune, presso l'esercito di Luigi principe di Condé. Durante il viaggio Raoul dà soccorso a un uomo morente e fa chiamare un monaco per prendere la sua ultima confessione. Il monaco promette di aiutare il moribondo ma poi - una volta ascoltata la confessione dell'uomo - lo pugnala a morte. Il moribondo viene riconosciuto da Grimaud come il boia di Béthune, che venti anni prima aveva giustiziato la perfida Milady. Si scopre anche che il falso monaco è il figlio di Milady, di nome Mordaunt, venuto in Francia per vendicarsi dello zio lord de Winter e dei quattro moschettieri che avevano deciso l'uccisione della madre. Grimaud avverte il suo padrone - e per suo tramite gli altri - di stare in guardia.
Athos e Aramis, fedeli a Enrichetta Maria, sorella di Luigi XIII e moglie del re d'Inghilterra Scozia e Irlanda Carlo I, vanno in Inghilterra per aiutare Carlo I durante la guerra civile. Salpando, scorgono Mordaunt, di cui de Winter rivela l'identità, su uno scoglio. Aramis prova ad ucciderlo, ma Athos per paura glielo impedisce.
Nel frattempo a Parigi scoppia l'ennesima rivolta e d'Artagnan, su ordine di Mazzarino, aiuta la Corte a fuggire. Mazzarino incarica d'Artagnan e Porthos di seguire l'emissario di Cromwell - ossia Mordaunt - in Inghilterra e di portare una missiva a Oliver Cromwell. Prima di partire d'Artagnan riceve una lettera da Athos e Aramis, i quali gli consigliano di non fidarsi di Mordaunt. In Inghilterra, Athos, Aramis e de Winter combattono al fianco di Carlo I al confine con la Scozia; vengono nominati dal sovrano cavalieri e gli giurano fedeltà. Nella battaglia decisiva, gli scozzesi vendono il re a Cromwell e disertano. Lord de Winter scambia i suoi vestiti con quelli del re e si mette alla testa di un plotone, cercando con un diversivo di dare una possibilità di fuga a Carlo I. Tuttavia anche questo battaglione fa ammutinamento, Mordaunt riconosce de Winter (suo zio) e lo uccide. Il Re Carlo I viene catturato da Cromwell; D'Artagnan e Porthos fanno prigionieri Athos e Aramis per salvarli dal generale.
Carlo I viene condotto a Londra per il processo. D'Artagnan e Porthos, avendo consegnato la missiva a Cromwell, vorrebbero tornare in Francia insieme a Athos e Aramis, ma questi hanno giurato di proteggere Carlo I fino alla fine e sperano di liberarlo. D'Artagnan escogita un diversivo per liberare Athos e Aramis; il quartetto si unisce al resto dell'esercito e - sulla strada di Londra - d'Artagnan escogita un piano per liberare Carlo I. Tuttavia Mordaunt che ha capito chi sono i quattro amici, si mette alla caccia dei fuggitivi e li raggiunge a Tirsk proprio la sera in cui d'Artagnan aveva approntato tutto per fare fuggire Carlo I. Mordaunt irrompe nella casa, interrompendo la partita di lanzichenecco che doveva fungere da pretesto, costringendo i quattro amici alla fuga.
D'Artagnan, Athos, Porthos, Aramis e i loro servitori si recano a Londra da un oste, amico di Athos, che fornisce loro le sue migliori stanze. Il re Carlo I frattanto viene processato dal parlamento e condannato a morte. I moschettieri corrompono il boia per avere più tempo per salvare il re e fissano la fuga per il giorno dopo alle quattro; l'aiutante del boia si rompe una gamba e manda una lettera a un suo amico per farsi mandare quattro uomini ad aiutarlo; i quattro amici intercettano la lettera e si presentano al loro posto per costruire il patibolo, adoperandosi in modo che il re possa fuggire. Il boia sarebbe dovuto arrivare il giorno dopo, ma una persona sconosciuta - in verità Mordaunt - si offre di fare da carnefice: l'esecuzione quindi viene quindi anticipata alle dieci del mattino. Solo Aramis, che si trova nella cella del Re quando una guardia porta la notizia, è al corrente della cosa. I quattro amici, quindi, non riescono a salvare il Re Carlo I, che viene giustiziato pubblicamente. Porthos e D'Artagnan assistono all'esecuzione del re nella piazza, mentre Athos si trova al di sotto del patibolo e riceve da Carlo I il suo segreto: egli ha nascosto un milione di lire nel castello di Newcastle. L'ultima parola pronunciata dal re prima di morire - "Remember" - è rivolta proprio ad Athos.
I quattro fuggono dall'Inghilterra su una barca. Anche Mordaunt si trova sulla stessa barca e, scopertolo, imbottisce l'imbarcazione di polvere da sparo per far saltare in aria la barca con i moschettieri, mentre lui e i suoi complici sarebbero fuggiti con una scialuppa. Ma i moschettieri scoprono tutto grazie a Grimaud che, per prendere del vino a Mosqueton, scopre la polvere da sparo nelle botti. I moschettieri scappano usando la scialuppa. Mordaunt accende la miccia e si accorge solo dopo della mancanza della scialuppa; allora si getta in mare appena prima che la nave esploda. Sopravvissuto, chiede aiuto ai suoi nemici; solo Athos gli porge la mano per salvarlo, perché ha dei rimorsi per l'uccisione di Milady. Ma Mordaunt, nel suo desiderio di vendetta, lo butta in mare e lo trascina giù con sé. Athos allora lo pugnala e riesce a tornare in superficie.
Tornati in Francia, D'Artagnan e Porthos sono arrestati dal cardinale Mazarino, per essere venuti meno al loro incarico. Athos cerca di ottenere la loro liberazione dalla regina, ma viene catturato e fatto rinchiudere da Mazzarino nella sua tenuta di Rueil in cui - in un'altra ala - sono "ospitati" anche D'Artagnan e Porthos. Venuti a conoscenza grazie alle confidenze di Comminges di trovarsi nello stesso luogo, d'Artagnan e Portos riescono a fuggire, a liberare Athos e a rapire Mazzarino. Riunitisi con Aramis, che autonomamente aveva preparato un piano per favorire la fuga dei suoi amici all'esterno della tenuta confidando nella scaltrezza di d'Artagnan e Athos, i quattro amici mettono alle strette Mazzarino minacciando di rivelare l'ubicazione del tesoro segreto del Ministro. Mazzarino accetta i patti della Fronda. D'Artagnan parte per Parigi per far ratificare il patto dalla regina che, dopo numerosi tentennamenti, firma. La regina concede - sotto dettatura di d'Artagnan - alcuni benefici ai quattro amici: D'Artagnan ottiene il grado di capitano dei moschettieri (lasciato vacante da de Treville), Porthos il titolo di Barone, Aramis ottiene che il re faccia da padrino del figlio della sua amante madame de Longueville, Raoul il comando di un piccolo reggimento. Per intercessione di Porthos e di d'Artagnan, Athos ottiene un cavalierato.
La Corte ritorna a Parigi, con il popolo che fa sommossa per le strade: D'Artagnan, che scorta la carrozza ove vi sono Mazzarino, Luigi XIV e la regina, per difenderli uccide un uomo che poi riconosce come il conte di Rochefort; Porthos, invece, uccide il capo dell'ala popolana dei frondisti non senza un presentimento di averlo già visto da qualche parte in passato.
Alla fine, Athos, Porthos, Aramis e D'Artagnan si ridividono: i primi tre tornano rispettivamente a Bragelonne, a Pierrefonds, a Herblay, mentre D'Artagnan resta a Parigi in procinto di diventare capitano dei moschettieri. Nel successivo libro della trilogia sarà infatti spiegato che il titolo di capitano dei moschettieri fu poi bloccato dal cardinale. Prima di partire, Porthos collega il defunto mendicante a capo dei frondisti al signor Bonacieux e lo confida a d'Artagnan. Il signor Bonacieux era stato per lungo tempo "ospite" di Richelieu dopo la conclusione dei fatti del primo libro.

## Ambientazione storica
Come le altre opere della trilogia, Vent'anni dopo è un modello di romanzo storico per come il racconto si intrecci nelle vicende storica dell'Europa del Seicento, in particolare tra Francia e Inghilterra. Tra i principali episodi narrati nel romanzo, realmente accaduti, spiccano la Fronda parlamentare (con l'arresto e la liberazione del consigliere Broussel), la liberazione del duca di Beaufort, la battaglia di Lens e la decapitazione di re Carlo I.
Mentre i protagonisti del romanzo, ad eccezione di D'Artagnan, sono tratti dalla fantasia dell'autore, altri personaggi sono realmente esistiti. Tra questi ricordiamo: il cardinale Mazzarino, Anna d'Austria, re Carlo I, Oliver Cromwell, il principe di Condè, il duca di Beaufort, la duchessa di Chevreuse ed il coadiutore.

## Filmografia
Dal romanzo di Dumas è stato tratto il film Il ritorno dei tre moschettieri (The Return of the Musketeers) (1989).

## Edizioni in italiano
- trad. anonima, Nanni, Livorno 1847
- trad. di Francesco Gandini, Borroni e Scotti, Milano 1849
- trad. anonima, Rondinella, Napoli 1852
- trad. di Cesare Coriani, Oliva, Milano 1855
- trad. anonima, Stamperia del Fibreno, Napoli 1860-61
- trad. di Francesco Pagnoni, Pagnoni, Milano 1880
- trad. anonima, Sonzogno, Milano 1881
- trad. anonima, Edoardo Perino, Roma 1886
- trad. di Cesare Cioffi, Cioffi, Milano 1891
- trad. di Claudio Redi, Bietti, Milano 1892 (edizione ridotta)
- trad. anonima, Salani, Firenze 1924
- trad. anonima, Nerbini, Firenze 1927
- trad. anonima, Edizioni Madella, Milano 1931
- trad. di Giacomo di Belsito, Barion, Sesto S. Giovanni 1932; a cura di Renato Prinz, Mursia, Milano 1969 (ed. integrale)
- trad. di Giuseppe Aventi, Rizzoli, Milano 1935; 2009 (con introduzione di Emanuele Trevi) ISBN 9788817029001
- trad. anonima, Aurora, Milano 1937
- trad. di Gian Dàuli, Lucchi, Milano 1946
- trad. di Francesco Perri, Ed. Genio, Milano 1951; AMZ, Milano 1962
- trad. di Giuseppe Calanchi, Malipiero, Bologna 1954; n. ed. a cura di Maria Sembeni, 1967
- trad. di Ester Piazza, Carroccio, Milano 1954
- trad. di Luca Premi, Casini, Roma 1956; Sansoni, Firenze 1973; Newton Compton, Roma 1993 ISBN 8879832573 ISBN 9788854124509 (con introduzione di Francesco Perfetti)
- trad. di Lellia Ruggini, Fabbri, Milano 1957 (con illustrazioni di Libico Maraja)
- trad. di Deda Pini, riduzione di G. M. Pieck, Capitol, Bologna 1960
- trad. e riduzione di Alessandra Bellezza Migliarini, Boschi, Milano 1961
- trad. di Attilio Rovinelli, Carroccio, Milano 1963
- trad. anonima, Le edizioni del Gabbiano, Roma 1966
- trad. di Aldo Lualdi, Editrice Europa, Milano 1966
- trad. di Sara Di Gioacchino-Corcos, prefazione di Silvio Locatelli, De Agostini, Novara 1968 (ed. integrale)
- trad. di Federico Landi, Piccoli, Milano 1969
- trad. di Leonardo Zardi, Paoline, Roma 1970
- trad. di Berto Minozzi, Accademia, Milano 1977 (illustrazioni di Carlo Jacono)
- trad. di Albertina Palau, Mondadori, Milano 1984 ISBN 8804412755 ISBN 8804488018 (con un saggio di Giovanni Macchia)
- trad. Camilla Diez, Roma, Donzelli, 2015; Milano, Feltrinelli, 2020

## Romanzi apocrifi
- Albert Blanquet, Les amours de d'Artagnan, Éd. Le passe-temps, 1858; trad. Napoli: Morelli, 1860
- Eugène D'Auriac, D'Artagnan il moschettiere, Trieste: Coen, 1860
- Frantz Beauvallet e Léon Beauvallet, M.lle D'Artagnan, Éd L. Boulanger, 1893
- Paul Féval, Il segreto della bastiglia D'Artagnan contro Cyrano Di Bergerac, trad. di Ugo Ferrara di Bertavilla, Torino: Cosmopolita, 1926; Firenze: Nerbini, 1940